# Station Anor
Station Anor (Frans: Gare d'Anor) is een spoorwegstation in Anor. Het station is gelegen aan de spoorlijn La Plaine - Hirson en Anor en de spoorlijn Fives - Hirson.

## Treindienst
| Serie | Treinsoort | Route                                                                                             | Bijzonderheden |
| ----- | ---------- | ------------------------------------------------------------------------------------------------- | -------------- |
| K 61  | TER (SNCF) | Lille-Flandres – Orchies – Valenciennes – Aulnoye-Aymeries – Anor – Hirson – Charleville-Mézières |                |
| P 61  | TER (SNCF) | Aulnoye-Aymeries – Anor – Hirson                                                                  |                |
| P 64  | TER (SNCF) | Aulnoye-Aymeries – Anor – Hirson – Laon                                                           |                |